# Batanga (peuple)
Pour les articles homonymes, voir Batanga.
 (mai 2014).
Si vous disposez d'ouvrages ou d'articles de référence ou si vous connaissez des sites web de qualité traitant du thème abordé ici, merci de compléter l'article en donnant les références utiles à sa vérifiabilité et en les liant à la section « Notes et références ».
 (aout 2024).
- Si vous ne connaissez pas le sujet, laissez ce bandeau (vous pouvez alors contacter les auteurs).
- Si vous supprimez le contenu mis en cause (vous pouvez préalablement contacter les auteurs),

argumentez précisément cette suppression dans la page de discussion
(un manque de référence n'est pas un argument ; une recherche réelle de référence doit avoir été effectuée, être formellement documentée).

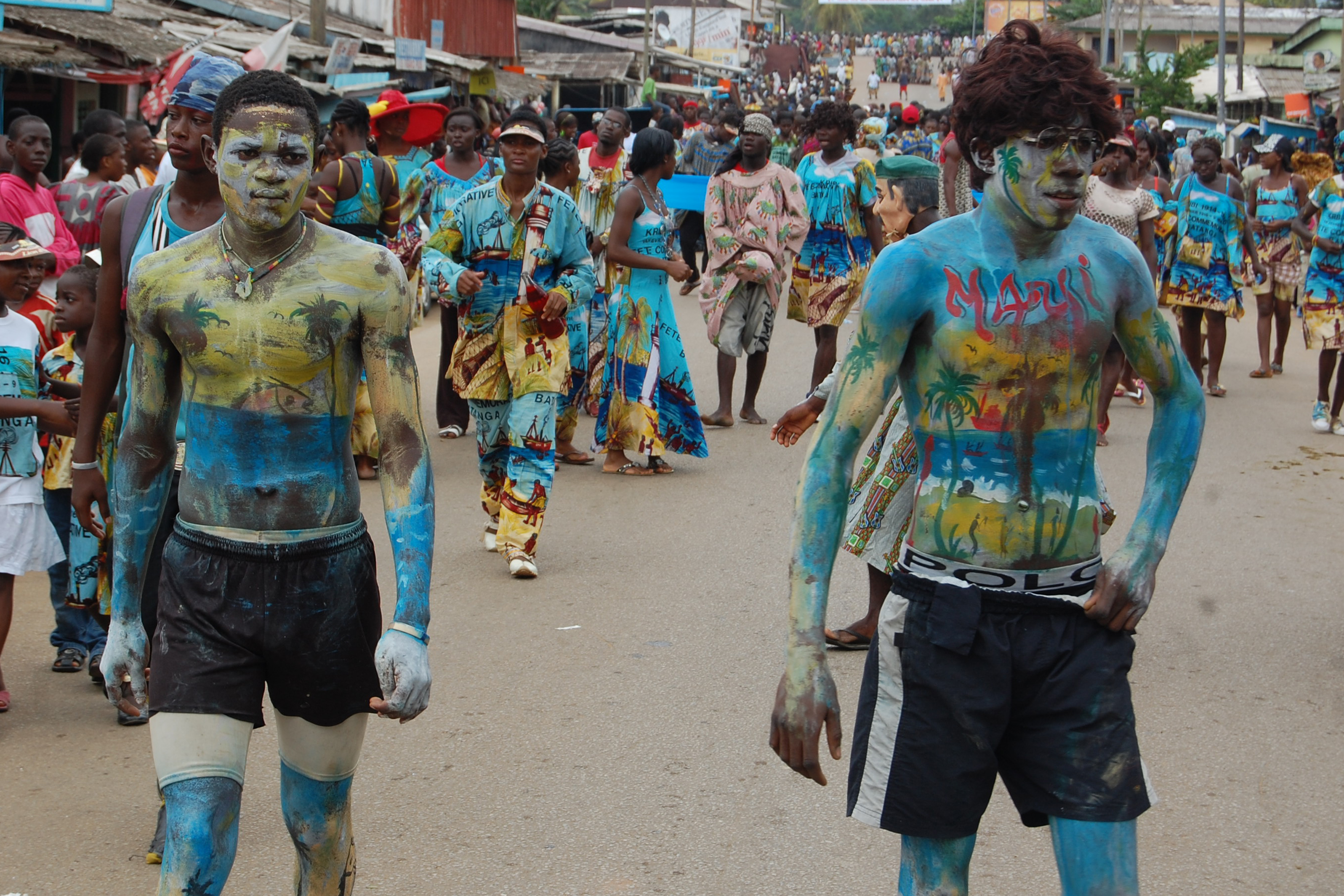
Fête traditionnelle des Batanga à Kribi

Les Batanga sont une population d'Afrique centrale qui fait partie des peuples Sawa. Les Batanga vivent en Guinée équatoriale et le long de la côte atlantique du sud du Cameroun autour de Kribi. Ils parlent le batanga, une langue bantoue, dont on a dénombré environ 15 000 locuteurs : 9 000 en Guinée équatoriale (2001) et 6 000 au Cameroun (1982). Beaucoup pratiquent la pêche côtière.

## Dénomination

Côte du Cameroun

La dénomination de ce groupe ethnique par le nom d'un sous-groupe (batanga) est dû aux Malimba et Douala qui sont voisins et familiers des Batanga riverains de l'embouchure du Nyong.
En Guinée Équatoriale et au Gabon, les Batanga sont appelés Ndowe qui signifie « ceux qui disent « iwε na ee » » pour dire « nous disons que » dans le but d'interpeller un auditeur. Les Ndowè sont divisés en deux sous-groupes :
- les Bomba (Benga, Bapuku, Banoho et Batanga) qui pour interpeller un auditeur disent « mba na ee »;
- les Bongwè (Kombè, Iyasa, Eone, Bohiko) qui le font en disant « ngwε na ee ».

Les Bapuku de Guinée-Équatoriale sont appelés au Cameroun Bapuku ba Manga. Ils sont voisins des Benga. Les Bapuku du Cameroun auraient émigré de la Guinée-Équatoriale. Bapuku et Benga forment une sous-famille parmi les Bomba tandis que Banôhô et Batanga forment l'autre sous-famille conformément à leurs langues. Les Banôhô sont originaires de la région du Bas-Nyong, plus précisément de Lôtè d'après leur tradition orale. D'ailleurs un village à l'embouchure du Nyong (Behondo) parlent à l'accent près la même langue que les Banôhô.
Les langues Banôhô-Batanga seraient filles des langues Bapuku-Benga.
Les Bulu appellent les Batanga « Benok (Banoho) », alors que les Ngumba disent « Bonua ». Les Mabea disent « Bôtang » pour dire Batanga, « Bôfuhu » pour dire « Bapuku » et « Bônua » pour dire Banoho. Les Bakoko-Yasuku disent « Batangè » pour dire Batanga, « Bapugè » pour Bapuku, « Banôgô » pour « Banoho ».
La dénomination « Batanga » s'impose par les Anglais qui ont abordé Kribi en venant de Douala et ont adopté l’appellation Duala d'où la dénomination des villages « Big Batanga » et « Small Batanga » en fonction de la concentration de la population. Grand-Batanga peut être considéré comme la capitale historique du pays Batanga.

## Toponymie et ethnonymie
Chez les Batanga du Nyong la plupart des noms de lieux sont des noms de génies aquatiques censés hanter ces lieux : Diyanè au village Dehanè, Dikobè  au fleuve Nyong par exemple. Au fleuve Lokoundje, on a Itèngu da Mbanjuè, Nkondo etc. « Diboè na Jina » sont deux rochers visibles du pont de la Lokoundje. Selon la tradition ces rochers sont mâle et femelle.
Les dénominations Yaoundé (yaondè) et le village Batanga dans le Mbam seraient dus aux porteurs batanga emmenés par les Allemands pour conquérir l’intérieur du pays. Les ewondo-« evuzok » de la lokoundje sont appelés par les Batanga « Ebunjoku ». Ces derniers auraient supplanté les Bakoko-Adiè qui occupaient les villages de l’arrière-pays batanga  entre le Nyong et la Lokoundje. Les dénominations Mabea (Mabi) et Ngumba (Mgvumbo) seraient d’origine batanga. Les Batanga font bien la distinction entre les peuples fang-bulu-beti. Ils appellent les Ewondo, Yawondè ; les Bulu, Bulè ; les Fang, Pong ; les Beti, Bati.
Chez les Batanga de Petit-Batanga, la dénomination Bakoko renvoie exclusivement aux Bakoko yasuku et yakalak. Pour les autres bakoko qui ne sont pas riverains, comme les Bakoko Adiè par exemple, les batanga disent Bakoko ba Metindi qui signifie « Bakoko de la terre ferme ». Batanga, Malimba et Bakoko vivent dans des zones marécageuses inondables.
Il existe un clan bulu du côté de Sangmélima du nom de Yemevong qui réclame une origine Batanga. Ils avaient accueilli avec beaucoup d'enthousiasme la nomination du M. Itamouna qui est batanga de Kribi, comme commissaire à Sangmelima. Monsieur Masuka Ma Mbanje a Masuka, contributeur de cet article, pendant son séjour à Sangmélima, a eu l'insigne honneur d'être reçu par le chef Yemevong.
Le clan Bobenda de Bebambwè et Londji existe aussi chez les Fang de Bissiang. Le clan Bobognia de Lokoundje existe aussi chez les Mabea de Ngôè-Kribi. Le clan Bomua de Dikobè à Petit-Batanga, créateur dudit village, est issu du clan Basa'a Ndog-Kobè à Pouma.Le clan Bodelo de Dikobè et Dongo à Petit-Batanga est issu du village Mabea de Ebea-Shungla au pont de la Lokoundje. Les yemfuck chez les Bulu et les Fangs sont apparentés aux Bapuku.

## Langues
Les Batanga sont apparentés aux Malimba , aux Duala et aussi aux Benga de Libreville. Le benga qui n'est que du bapuku dans lequel les « s » sont remplacés par les « k » est la première langue dans laquelle la bible a été traduite en Afrique centrale. Tout comme dans le kiswahili et le lingala, dans le batanga (spécialement le banoho) toutes les pénultièmes syllabes des mots sont accentuées par rapport au reste des syllabes, ce qui produit un effet musical remarquable dans le langage.
Les insultes courantes entre enfants mabea et batanga étaient que les batanga traitaient les mabea de pygmées et les mabea leur rétorquaient « c’est vous les vrais pygmées ». Réplique qui laissait perplexes les Batanga car les Mabea cohabitaient et se mariaient parfois à des femmes pygmées alors que les contacts Batanga-Pygmées étaient rares. Les enfants mabea étaient aussi perplexes parce qu’ils avaient remarqué la parenté entre la langue pygmée « bôgièli » et la langue batanga, chose que la plupart des Batanga ignorent.
Si les Batanga du Nyong ainsi que la plupart des côtiers concédaient une certaine préséance à la langue Duala, ce n’était point le cas des Banôhô et les Bapuku. Cette situation crée des incompréhensions dans les rapports Batanga-Duala, les Duala étant perçus par les Batanga comme des « hégémonistes » et les Batanga étant perçus comme réfractaires en termes de solidarité côtière. En fait, à cause de la distance, les contacts Batanga (Banôhô, Bapuku) étaient rares avant la présence allemande. Tout comme les Duala qui avaient une zone d'influence économique et culturelle qui s'étendait des rives du Nyong aux rives de la Meme, les Batanga (Bapuku, Banôhô) disposaient d'une zone qui couvrait tout le pays Bulu jusqu'à l'est du Kamerun et avait pour métropole Big-Batanga. La différence dans ces influences est que la langue duala s'est répandue dans la zone d'influence Duala alors que les Batanga étaient enclins à causer la langue de leurs voisins (surtout Bulu et Ngumba) dans la croyance que le Batanga était une langue bien difficile pour les non-Batanga. Cependant, tous les mots de produits manufacturés  dans ces langues dérivent de la prononciation batanga (Oles-riz; Akoba-caleçon; Mfondo-chemise; fatili-boutique; dôlô-argent-dollars etc.) donnent en batanga nlesi, dikoba, mpondo, fatili, dolè). Un mot batanga emprunté au bulu est « Nkadifô » en bulu « Nkatefô » pour dire catéchiste. Il a d'autres emprumts au Bulu comme esamsè-friperie, makuskus( ma ke kus)-bayamselam.
Certains mots batanga empruntés aux langues européennes en disent long sur les rapports Batanga-Européens. Exemples : Raskèli-Rascal, Fulu-fool, Dumu-Doom, kômôni, Igènsa...
Sur le plan du vocabulaire maritime, le batanga dispose d’un vocabulaire extrêmement riche. Exemple : manga=côte ; tubè=mer ; muanja= fleuve, étendue d’eau loin du rivage : itèngu :golfe, baie ; idolo=cap ; ebudu=lac, étendue d’eau immobile ; kunduwa=brise venant du continent etc.
En dehors du pays batanga, on ne trouve des locuteurs de la langue batanga que chez les bakoko-yasuku vers l'embouchure du fleuve Nyong.

## Mœurs

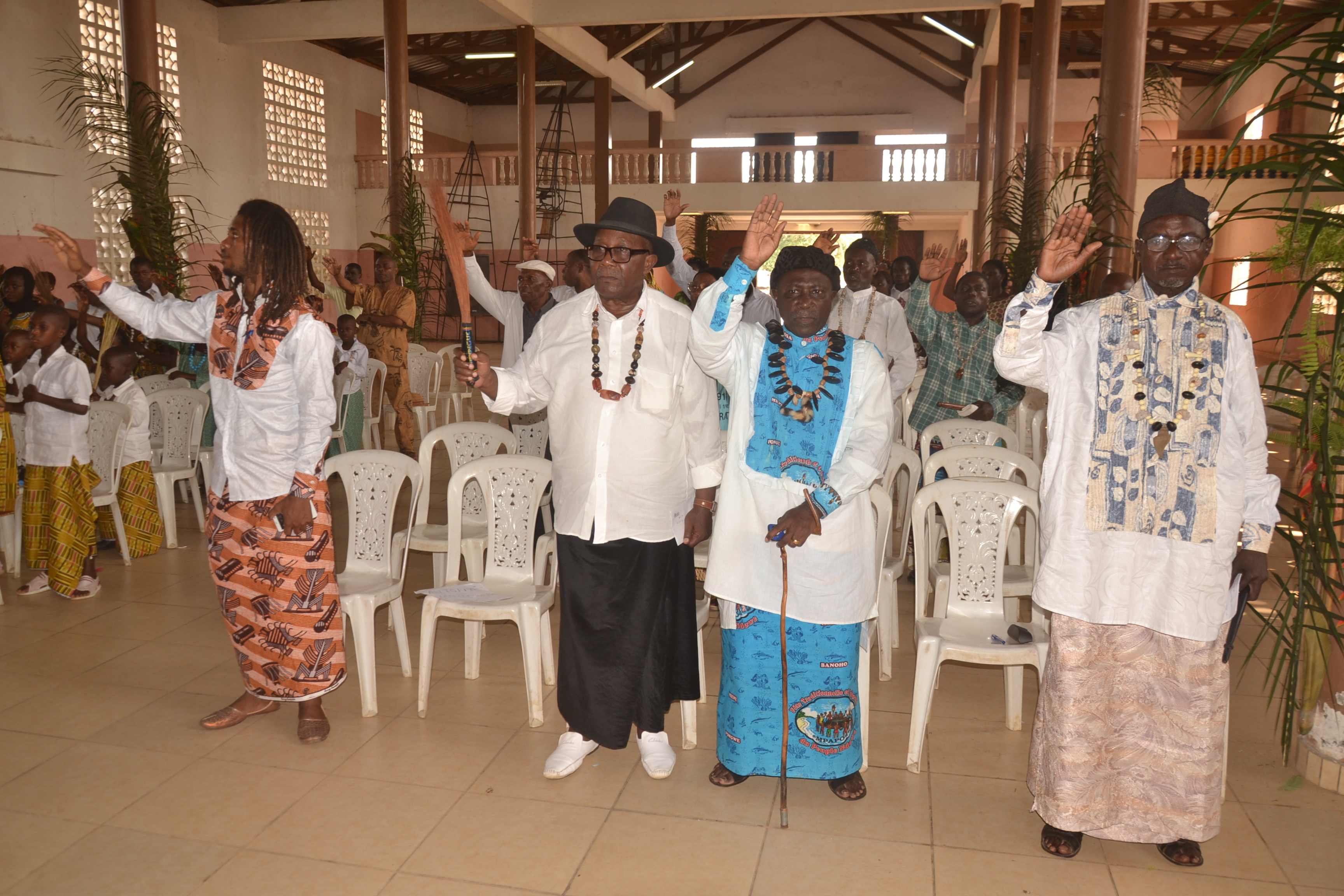
Homme en tenue traditionnelle

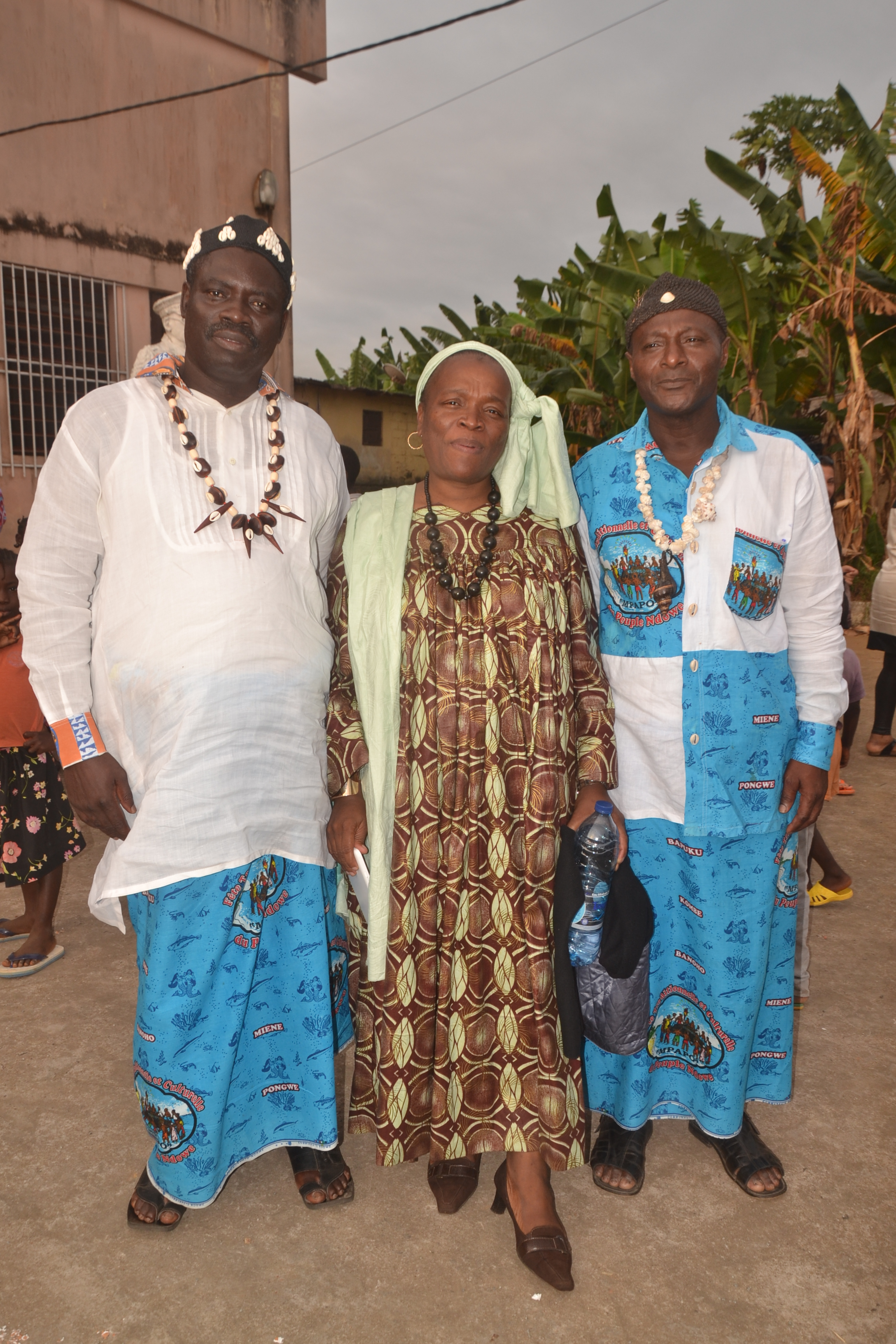
Hommes et femme en tenue traditionnelle

La société batanga est divisée en classes d’âge appelées Eyemba ou Etuta. Les Batanga sont divisés en clans dont le nom commence généralement par la syllabe « bo »  ; exemple : Bobenda, Bodikaa, Bomaha. Chaque clan ayant un ancêtre différent de celui du clan voisin. À l’intérieur des clans on trouve des familles dont les noms commencent toujours par « bona », exemple : bonantinga, bonaisoa etc. Les Duala ayant un ancêtre proche et connu Ewale, forment normalement un clan d’où l’absence des dénominations « bo » des clans chez ces derniers, on y trouve exclusivement des « bona ». Les Balimba étant un peuple plus ancien ont les mêmes dénominations que les Batanga  « bo » pour désigner les clans, exemple : boongo, bomango etc.
La base de la société batanga est le clan « dikaha ». Le Batanga de la Lokoundje du clan « bodikaha » par exemple a une parenté généalogique avec quelqu’un du clan « bodikaha » du village « mboa-manga » à Kribi qui est d’ethnie banôhô alors qu’il n’en est pas de même pour son frère batanga du même village mais d’un autre clan.  jeune Batanga ne pouvait prendre femme dans une ethnie non batanga du même clan que lui. La mémoire de ces parentés s’estompe à nos jours.
Les Batanga étaient élevés dans l’exaltation du monde marin (exemple de nom propre batanga « konja epaha » qui veut dire « noble hareng ») et le mépris de ce et ceux qui n’y participaient pas (ceux qui n’avaient pas pour salutation « mba na ee ! »). Les Batanga avaient de bonnes connaissances en astronomie, ils connaissaient différentes constellations qui les aidaient à la navigation et à la prédiction des campagnes de pêche. Au dire de certains anciens Batanga, il y avait des personnes qui en humant seulement l’odeur de l’eau de mer pouvaient orienter les pêcheurs et prédire quels genres de poissons ils allaient pêcher.  Les Benga, cousins des Batanga, sont un des peuples bantou de l'Atlantique ayant l'art de la navigation maritime en haute mer (ils ne craignaient pas de naviguer entre les côtes gabonaises et l’ile de Fernando-Pô). Les Benga savaient fabriquer des grandes embarcations à haut fond muni de voiles qui leur permettaient de naviguer hors de vue des côtes
Les Bakoko trouvaient les Batanga comme un peuple étrange. Ils disaient des Batanga « bot bi nga di mingôndô mi lè vôm, bot bi nga tama nè « mbolo e lè pèhè » ». C’est-à-dire « des gens qui mangent des bâtons de manioc refroidis, des gens qui ont pour salutation « le singe est en brousse » ». C’est la salutation « Mbolo pêhê » que les Bakoko percevaient comme « mbolo e lè péhé ».
Ce seraient les Bakoko-Yasuku qui auraient initié les Batanga du Nyong au lancement des sortilèges (nlômbi, nsông en bakoko qui veut dire « ver intestinal »). Cependant les Batanga disposaient aussi d’autres sortilèges (Ngadi a numbu, ngaha nyu en bakoko, ekumuti etc.). Le combat mystique est  dénommé « edua a ngwè ».
En ce qui concerne le mariage, les Batanga du Nyong pratiquaient souvent le rapt de femmes. Les jeunes du village du futur marié embusquaient une pirogue pleine de vigoureux pagayeurs à proximité du point où la jeune fille future mariée était censée faire la vaisselle ou puiser de l’eau. Quand la fille se mettait à l’eau, les jeunes sortaient de leur cachette, l’empoignaient, la jetaient dans la pirogue et s’enfuyaient en pagayant à toute vitesse. La fille partait ainsi en mariage. Les parents étaient libres de venir ou de ne pas venir réclamer la dot. Mais il arrivait parfois que les jeunes du clan de la fille s’apercevant que leur sœur était prise en rapt, arment rapidement une pirogue et donnent la chasse à la pirogue des ravisseurs. Quand la pirogue des ravisseurs étaient rattrapée, l’affaire finissait souvent très mal. Du fait que les Batanga répugnaient à envoyer leur  fille en mariage chez des non-Batanga, les Bakoko passaient souvent par le rapt pour marier des filles Batanga.
Les Batanga eurent souvent à souffrir de la cohabitation avec les Mabea et les Bakoko. C’est parmi ces deux peuples que se recrutaient des sortes de coupeurs de routes que les Batanga appelaient « bebengnkwala » ou « menjengwata ». Les radicaux « nkwala » et « ngwata » font référence à la machette. Les malfaiteurs mabea se cachaient dans les bosquets pour attaquer les personnes solitaires qui y traversaient alors que les malfaiteurs bakoko s’embusquaient avec des pirogues rapides (inianda ou dièngè) dans les fourrés des fleuves pour s’attaquer aux piroguiers de passage.
Les Allemands se lassèrent à vouloir imposer aux Batanga le portage, les travaux forcés et surtout l'agriculture que les Batanga répugnaient à pratiquer. Les Batanga étaient l'une des rares ethnies côtières africaines qui refusa obstinément de s'impliquer dans le commerce des esclaves. Ils ne pratiquaient pas non plus les sacrifices humains contrairement à leurs voisins Balimba et Duala. Il faudrait remarquer que bien que les Mabea soient parents des Ngumba, ils partagent les mêmes villages et presque la même culture que les Batanga. Les Mabea auraient été initiés aux rites mengu (génies des eaux) par les Batanga. Les ethnologues ont beaucoup écrit sur les mœurs policées des Batanga en comparaison aux mœurs de leurs voisins. Parmi les côtiers les Batanga étaient réputés pour leur attachement aux cultes des génies aquatiques (Mengu) bien que les missionnaires aient laminé ce culte chez les Banoho et Bapuku.

Festival Batanga
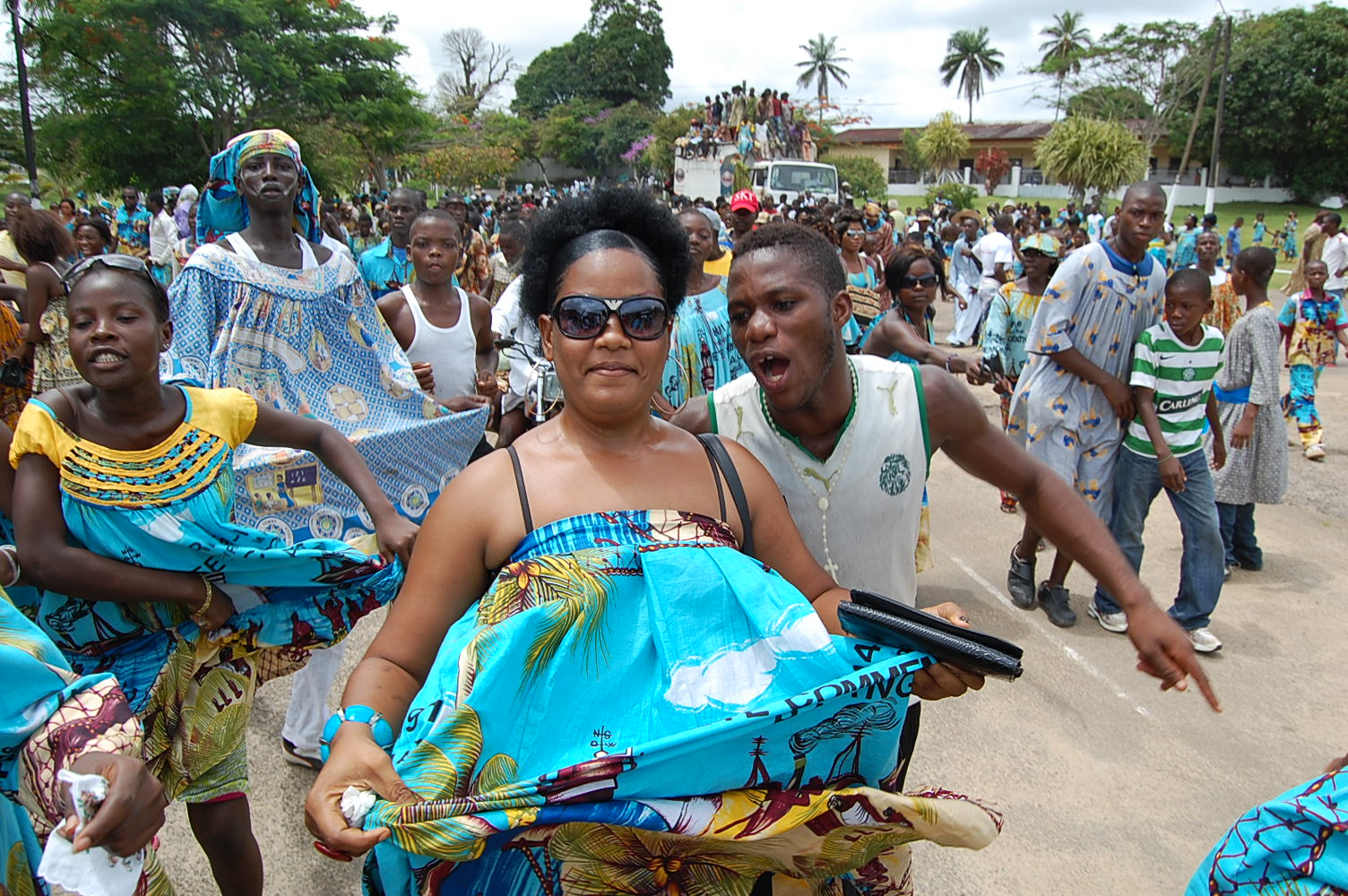
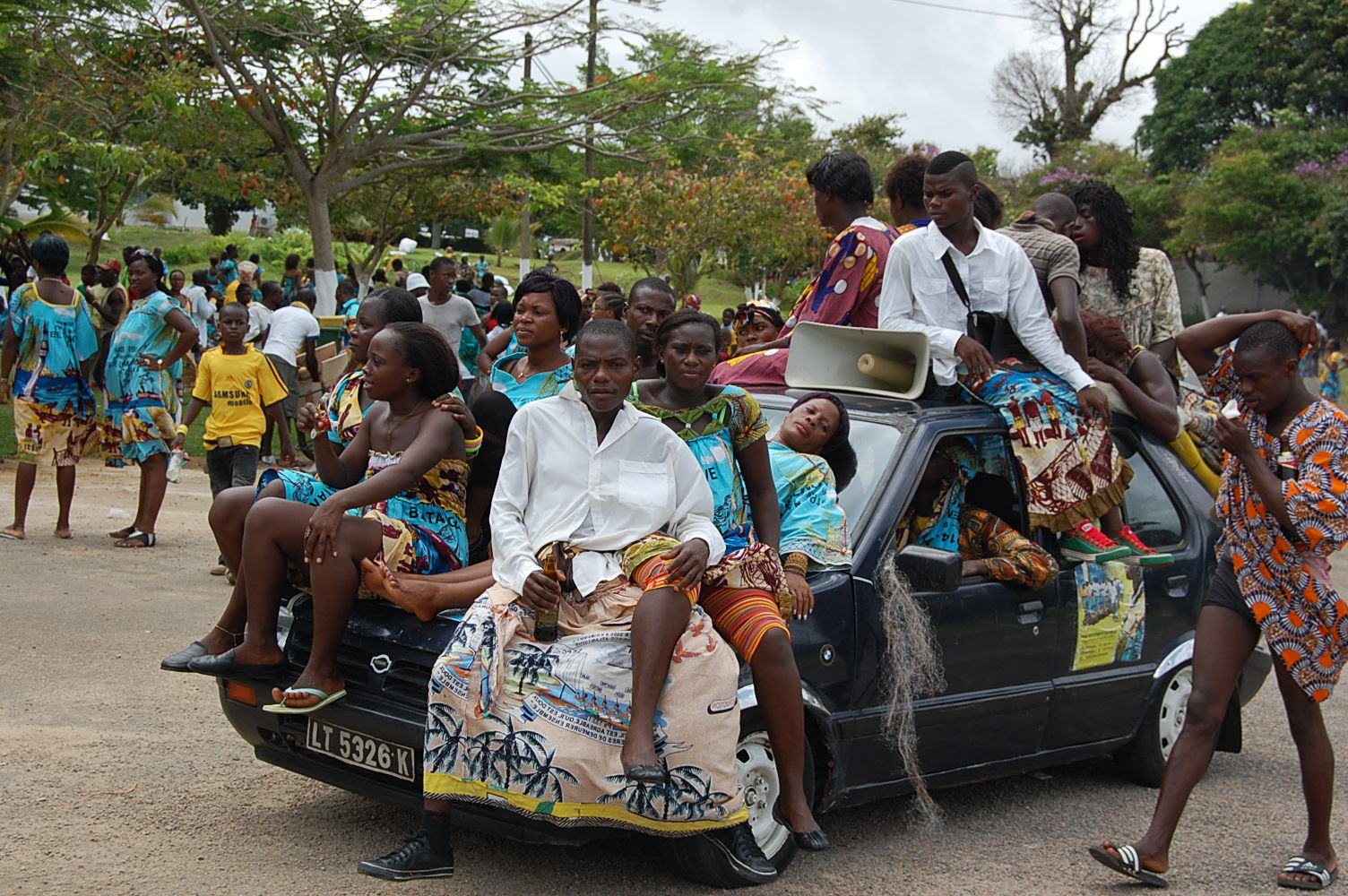
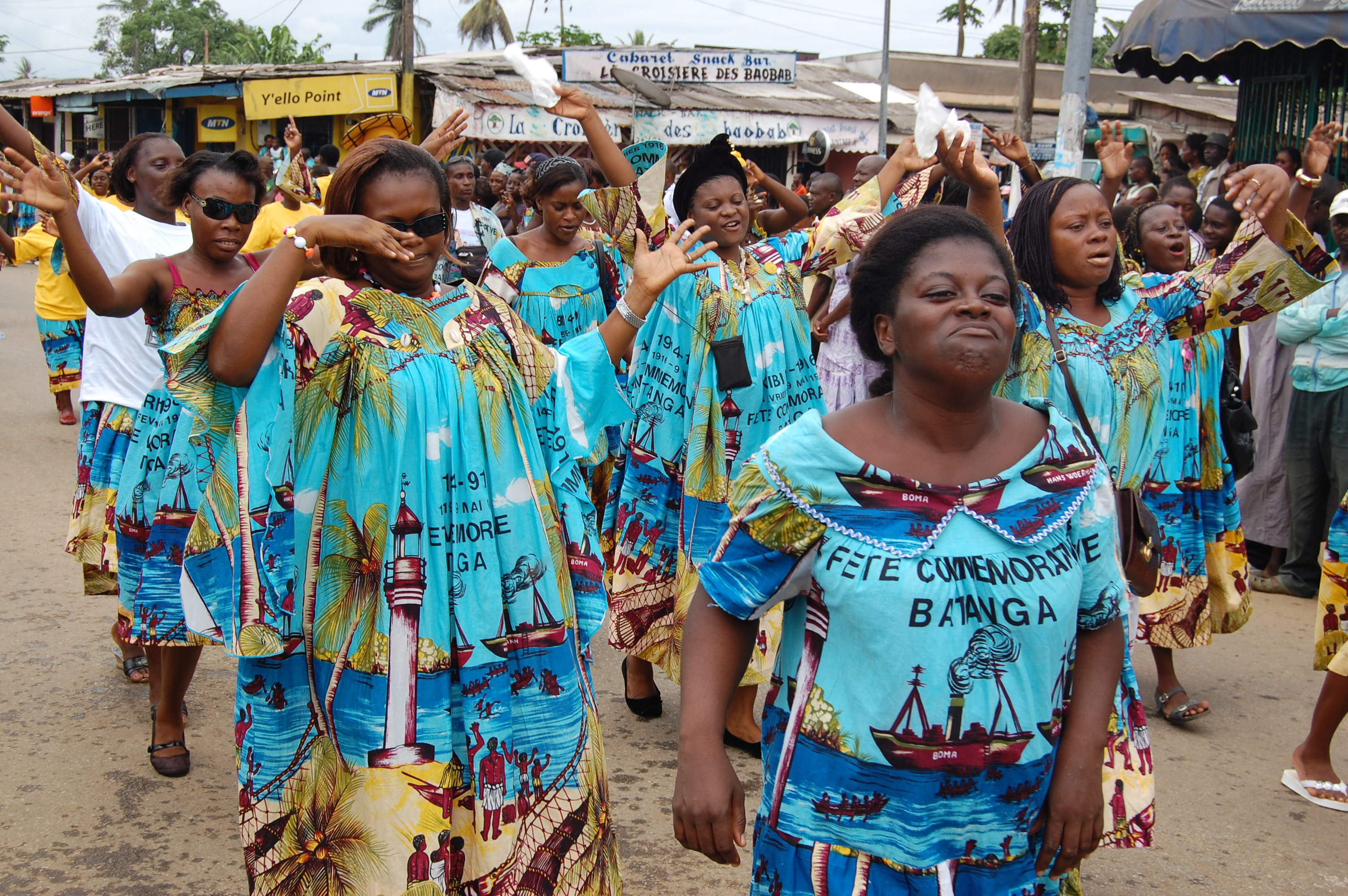

## Personnalités
Les principales personnalités des Batanga sont :
- Madola Ma Dimalè , Roi du Peuple Batanga, nationaliste et martyr pendu par les colons allemands.
- Martin-Paul Samba, le célèbre nationaliste camerounais, bien qu’étant Bulu, reçut la culture et l’éducation batanga par son tuteur le chef Batanga Isamba dont il porta le nom.
- Japitè da Dipanga da Mungonjo, chef supérieur des Batanga du Nyong et des Bakoko-Yasuku pendant la colonisation allemande.
- Ntonga Bokamba, député.
- Eko Roosevelt, chanteur international et Chef du village Lobe est la figure la plus emblématique du peuple batanga.
- Les Sadey et Beko Sadey[3].
- Metumbu Ma Pindi, dernier maître de cérémonies des séances rituelles des Mengu « musongo »(génies aquatiques).
- Le défunt chef Batanga Lohove Michel Mahouvé qui a joué un certain rôle politique dans le pays. Il a ainsi représenté son pays au tribunal international du Rwanda en 2002. Il est membre d'une commission des droits de l'homme aux Nations unies en 2006.
- Michèle Gaëlle Mahouve, fille de Michel Mahouvé, qui après le décès de ce dernier prend sa succession, devenant la première femme à succéder au trône de la communauté.

## Histoire
Une tradition orale fait venir les Batanga de l’intérieur du pays par les embranchements des fleuves Sanaga et Nyong, Ils seraient arrivés à la côte par la rivière Lotè (entre les fleuves Nyong et Sanaga) qui délimite le pays Batanga du pays Malimba. Une autre source dit que les Batanga viennent de diedu (le sud, les confins de la côte gabonaise).  Les Mabea se seraient installés dans le voisinage des Batanga peu après pour échanger des vivres contre les poissons des Batanga. Mais après, ils se mirent eux-mêmes à faire la pêche en mer. Ce phénomène expliquerait le fait que chaque village batanga ait un village jumeau Mabea au voisinage portant le même nom. Cependant, l’observation permet de voir la similitude entre les langues (et les noms) bantous de la zone de Mbandaka-Oubangui au Congo (Bobangi, Lingala, Lingômbè) et les langues de la côte du Kamerun (Batanga, Duala, Bajèli). Dans les deux zones, on trouve des noms  en commun comme : Bokamba. Inongo, Malonga, Eyamba, etc. De plus les peuples des deux zones citées présentent de fortes traditions aquatiques (Bana Mai (lingala)= Bana ba Madiba(Batanga-Duala). Une tradition récente, due sûrement à l’influence Duala veut que les Batanga aient eu pour ancêtre Mbèdi. Ce qui est peu probable compte tenu de la structure clanique et exogamique des Batanga. Certains clans batanga sont d’origines  Balimba, Pongo-Songo, Bakoko, Basa’a, Mabea ou Fang surtout dans la zone du bas-Nyong.
Un peu avant l’arrivée des Allemands, une coalition de Bakoko-Adiè, Yabii et Ndog-bisso’o pourchassait les Iyasa. Cosme Dikoume écrit
« L'arrivée ultérieure, dans la deuxième moitié du 19e siècle des Evunzok, groupe beti en migration vers la mer, contraindra les Elog-Mpoo  à reprendre la lutte. Malgré le renfort des Adiè (voir plus loin), les Elog-Mpoo cèderont une partie du terrain aux nouveaux envahisseurs, Evunzok (region de Ngovayang), ainsi que les Ngumba qui profitant de cette situation de trouble réussissent à reprendre leurs droits. Toutefois, les Yansa ne bénéficieront pas de cette trêve ; ils seront poursuivis par les Elog-Mpoo jusqu'au delà de Kribi et ne devront leur salut qu'à l'entrée en guerre des Batanga qui obligèrent les Elog-Mpoo à rebrousser chemin. C'est la pénétration allemande qui mit fin à tous ces affrontements et stabilisa les différents groupes dans cette region. »
Une autre  guerre que les Banôhô subirent est celle à laquelle les Allemands les contraignirent de participer : la conquête de l’hinterland bulu. Malheureusement pour eux les guerriers Bulu mirent en déroute l’armée allemande et leurs supplétifs Batanga et Mabéa. Les terribles guerriers d’Obam Bulu poursuivirent les Allemands en déroute jusqu’à Kribi, prirent la ville pendant trois jours et la brulèrent. La tradition banôhô retient seulement que les Bulu furent repoussés (par les renforts venus de Douala-Kamerunstadt). D’où le dicton banoho « Bulè ba kenjèhè, banôhô ba ma biya » : traduction « pendant que les Bulu se préparaient (à la guerre), les Banôhô le savaient déjà. Ce dicton est utilisé pour faire comprendre à son interlocuteur qu’il n’a pas besoin de déclarer la guerre, qu’on est prêt. 
L’installation des colons se caractérisa par les crimes contre l’humanité (les vieux Batanga accusaient le père Carret d'avoir eu pour distraction favorite de se mettre à son balcon et canarder les pêcheurs qui se trouvaient dans son champ de tir, un peu comme les Bakoko accusaient Chamot de brûler vifs les travailleurs forcés (esclaves) qui n’arrivaient pas à produire une certaine quantité d’hévéa.), les brimades, christianisation forcée, interdiction des sociétés secrètes (mengeli, etc.) (Le père Carret est encore mis en accusation). Les Batanga se mirent à la résistance passive (résistance à la scolarisation, résistance aux services dans l’administration où l’armée). Ils n’en sont pas encore totalement sortis à l’heure actuelle.

## Sport

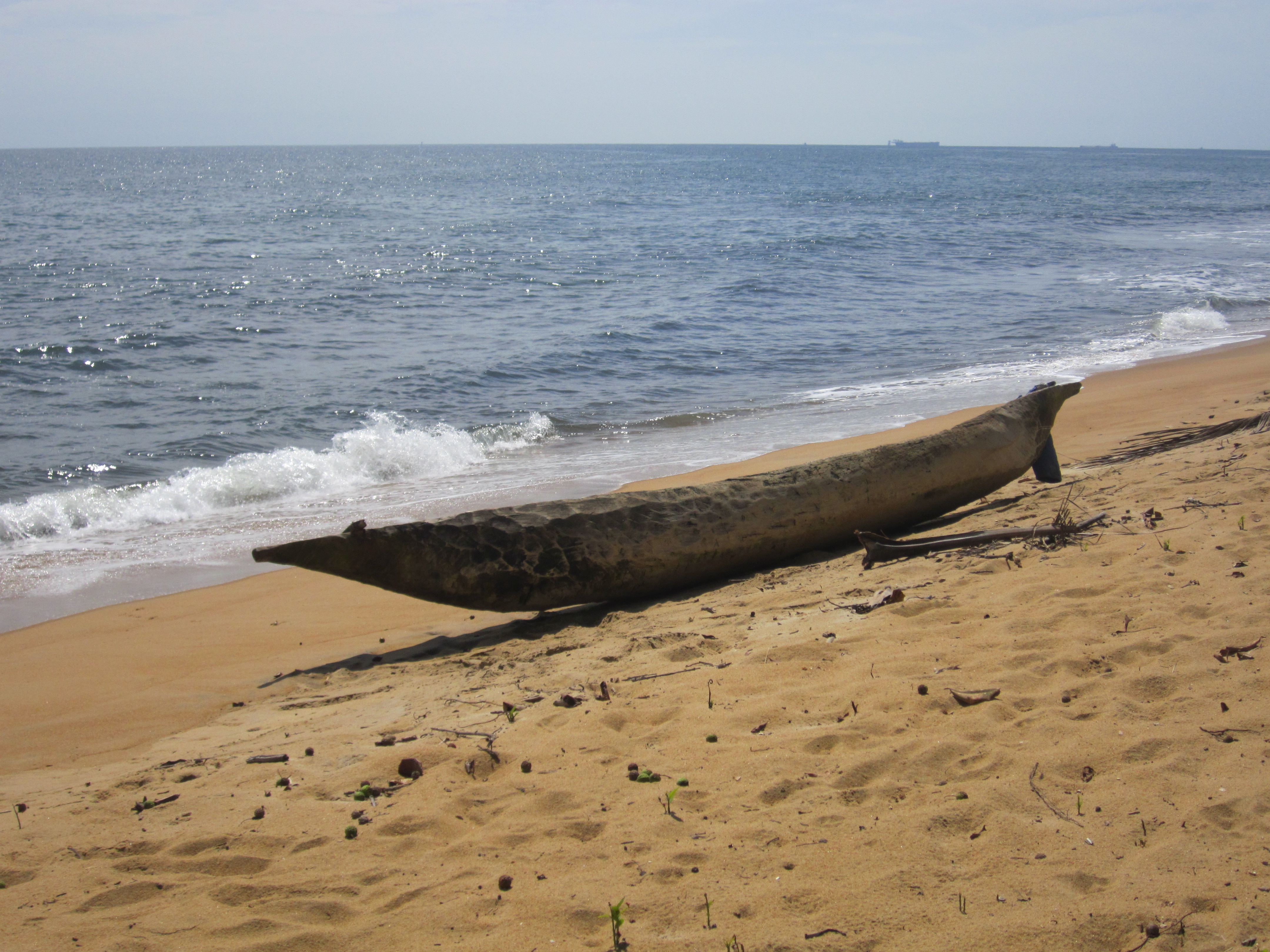
Pirogue traditionnelle batanga

La course de pirogue est certainement le sport le plus populaire des Batanga et des côtiers en général. Chez les Batanga du Nyong, chaque village disposait d’une pirogue réservée uniquement à la course. Cette pirogue disposait d'un nom propre était traitée comme un fétiche. Une pirogue de course pouvait contenir jusqu’à quatre-vingts pagayeurs. Le capitaine-meneur de cette pirogue (Ndenge) qui se tenait debout à la proue de la pirogue (madôbô) donnant le rythme de la cadence des  coups de pagaies et indiquant le ballet des pagaies, devait être une personne exceptionnelle, dotée de talents mystique et rompue aux manœuvres des pirogues. La proue de chaque pirogue était surmontée d’une fresque en bois richement sculptée. Cette fresque, appelée « ndenge a kodè » en batanga ou « tange a bolo » en duala, représentait les  génies de l’eau, les animaux totémiques et mythologiques de la culture côtière. Au cours des courses de pirogues, il y avait une vraie confrontation physique (frappes de pagaies à l’adversaire, injures) et mystique (attaque d’abeilles, envoi de vagues renversantes, participations de caïmans et d’hippopotames selon certains) entre participants. 
Les villages vaincus engageaient en général une bagarre générale pour sauver la face. Au cours de deux confrontations épiques sur le Wouri dans les années 1975, la pirogue « Requin » de yasuku(dernière grande pirogue de la basse-Sanaga avec 83 rameurs) (les Bakoko Yasuku étaient réputés grands fabricants de pirogue alors que les Pongo-Songo étaient réputés pour la qualité de leurs rameurs) défit la célèbre pirogue « Nkam-Nkam » des Ewodi, les pirogues Malimba et Isubu, ce qui à l’époque était un évènement car les Ewodi étaient réputés imbattables dans leur fleuve. Kôè a Japitè, le « Ndenge » de « requin »  du village yasuku abe avait des origines batanga et Pongo-Songo. Il se disait de lui dans sa vieillesse qu’il se sentait plus en équilibre sur la proue d’une pirogue de course (qui tangue pourtant) que sur la terre ferme. On disait aussi de lui qu’il était capable de se déplacer sur une pirogue de course lancée à toute allure.
Les batanga du Nyong disposaient des mêmes variétés de pirogues que les Malimba et Bakoko (inianda, boumbe, bwalo bwa kanjo, diyèngè etc.).Dans ces régions les femmes étaient obligés de connaître le maniement de la pagaie parce que la locomotion par voie d'eau était le seul moyen de déplacement.Il n'est donc pas étonnant que cette région soit réputée pour ses belles pirogues de courses et la qualité de ses rameurs.

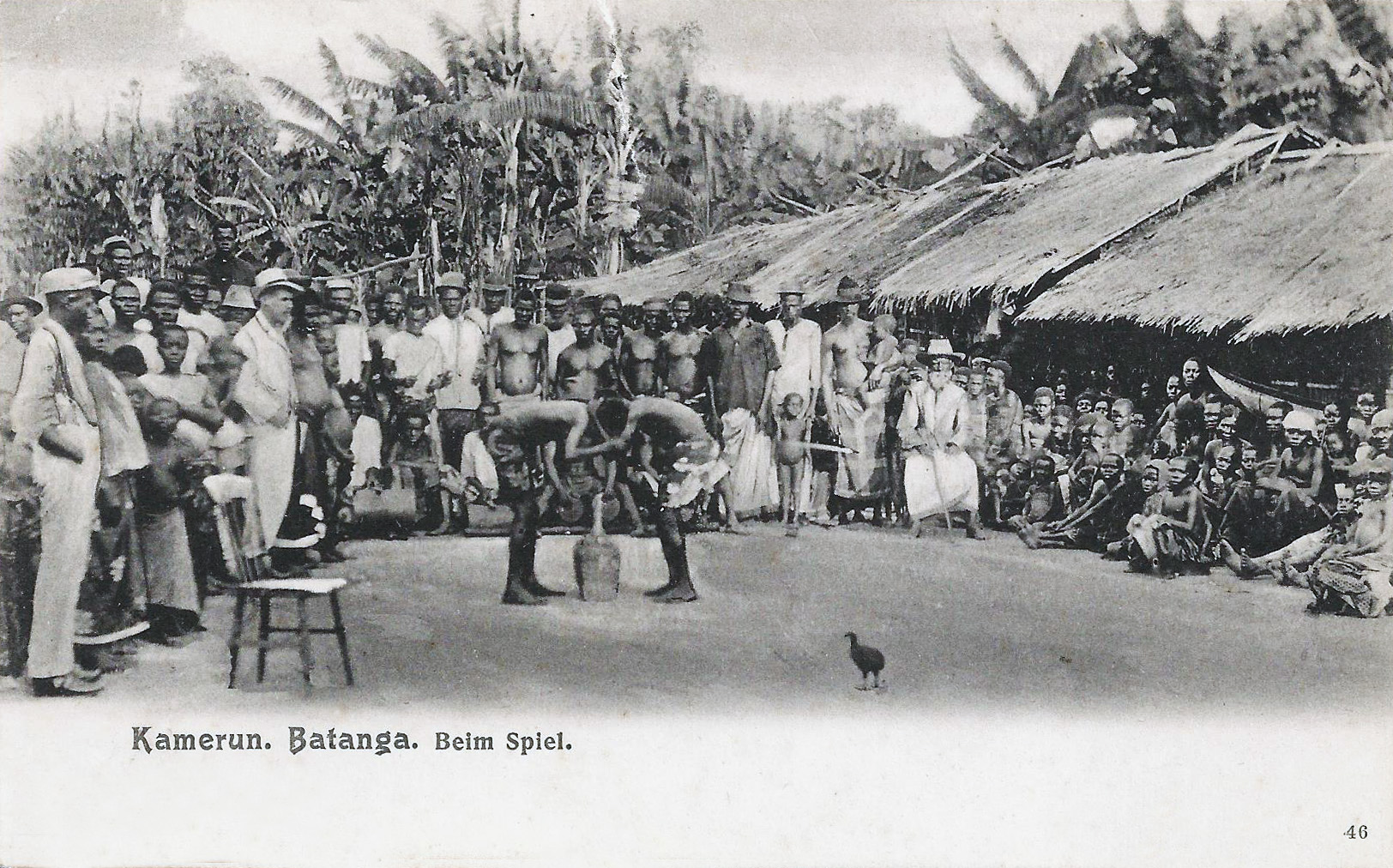
Lutte traditionnelle.

La pirogue de course qui impressionna les Batanga et les autres côtiers était la « boeing » des Malimba qui était tellement longue qu’il fallait un nombre considérable de personnes pour la mettre à l’eau(80 rameurs). Les « Isubu »  de Bimbia étaient aussi réputés pour leurs pirogues de  courses » « longues comme des îles ».
L’autre sport réputé était la lutte traditionnelle. Il y avait des familles de lutteurs dans chaque clan. Les champions de lutte étaient appelés « Ngumu ». Cependant les « ngumu » Malimba étaient les plus redoutés (parmi les plus célèbres on pouvait citer Ngumu a Betôrè qui battit Ngumu a Ngôkôbi d’origine Kalabari au cours d’un combat épique qui eut lieu à Edea, Le dernier des Ngumu Malimba s’appelait Kôsi a Cema du clan Bohongo du lignage Bonanjanga). D’ailleurs le clan batanga qui produisait les plus grands  lutteurs était aussi d’origine balimba, le clan « bohonga » du village Dôngô. Ce clan s’appelle « Bohongo » en Malimba. La préparation des luttes s’accompagnait de rituels mystiques au cours desquelles le lutteur mangeait différentes herbes (ida matambu) pour devenir invulnérable. Il arriva qu’un ngumu mourut et de sa bouche sortit une épaisse bave qu’on demanda à son héritier d’ingérer. C’est ainsi que les ngumu transmettaient leur force, ils ne faisaient point d’exercice physique.

## Cuisine
La particularité de la cuisine batanga était qu’elle était pauvre en gibier, était extrêmement pimentée, ne comportait pas d’huile, d’oignons et presque pas de légumes (mis à part le « njangolo » et le « nkea »). Cela s’explique par le fait que les Batanga n’étaient pas grands chasseurs, répugnaient à cultiver le sol et trouvaient que manger des légumes était le propre de la chèvre (ida bekayi ka taba). Cependant la cuisine batanga est l’une des plus raffinées du Kamerun. Les condiments utilisés sont : le sel (vianga), le citron (niôpinia) et l’agencement proportionnel  des 3 sortes de piments (ndongo) qui sert à produire le fumet. La variété de la sauce est obtenue par la variation du poisson qui produit de l’eau de la sauce. 
Parmi les plats, on peut citer :
- Les Batanga de la région du Nyong contrairement à leurs frères Bapuku et Banoho, ne mangent pas les escargots, les fruits à pains, les poissons-grenouilles (mehunge), les petits poissions (belolo, mehoo) et encore moins les chiens et chats.
- L’ ébanjea (dumbô kaha en Mabea)qui est un mets de poisson où toute la sauce vient presque de l’eau du poisson car on y met juste un peu d’eau pour empêcher que le poisson ne brûle en début de cuisson.
- Le mokwa (dumbô mbi en Mabea) qui est du poisson cuisinée à la marmite avec de l’eau à l’inverse de l’ébanjea.
- Le n’huhu mua mbia (n’huku en bapuku et iyasa nfugu en Mabea) qui est une purée de noix de palme dans laquelle les Batanga affectionnent  préparer le petit requin (kômbô), la sole (ekayi ya iwe ou lômô) ou la raie (duba).
- Le mbôlè (mbôlè en Mabea) qui est une sauce gluante à base de fruit de noix de mango avec du poisson séché.
- Le njaha (njaka en bapuku et iyasa, njakala en balimba Ndô en Mabea) qui est une sauce de noix de mango qui peut accompagner tous les poissons).
- Les mekusa sont du poisson mariné au sel, au piment et au citron puis séché à la claie. Ce sont les fameux « mabang » (appellation mabea) vendus par les enfants dans la ville de Kribi.
- Le jomba (Ndomba en ewondo Dumbô en Mabea) qui est généralement un mets de poisson à l’étouffée. En signe d’honneur, une femme batanga peut cuisiner pour un hôte de marque, un jomba soit de crevette, soit d’huitre ou de chair de crabe. Là on arrive au sommet de l’art culinaire  batanga.

Pour accompagner ces délicieux plats, le batanga vous présentera du couscous de manioc (fufu) dans ses variétés, des bâtons de manioc finement écrasés (meôndô ou pôti), du plantain pilé si vous avez de la chance (n’hima mua beyôndi). Il est à noter que ces plats sont aussi les mêmes pour l’ethnie Mabea. Qui a emprunté chez l’autre ? L’on pourrait penser que les Mabea auraient emprunté aux Batanga ces plats car leurs cousins Ngumba les ignorent pour la plupart. Réciproquement on pourrait aussi penser que les Batanga ont emprunté ces plats aux Mabea car leurs cousins Balimba et Duala ignorent ces plats pour la plupart et de plus les Batanga avaient souvent des épouses Mabea alors que l’inverse était rare.

## Musique et danses
Les batanga ont beaucoup de danses comme le mbaya (dansé dans toute l’Afrique noire), le java, etc. Les Iyasa ont la particularité d’avoir bien conservé les danses et les chants dont les Batanga se rappellent à peine les noms (mebongo, mekuyè, etc.). Les Iyasa sont les plus grands percussionnistes de la côte. La célèbre danse Ivanga (danse initiatique pour invoquer les nymphes aquatiques) n’est pratiquée que par les Iyasa. Le rythme des tambours de l’ivanga est tel qu’il conduit  les danseurs et certains spectateurs à la transe. Il est remarquable que beaucoup de chants de l’ivanga sont chantés en langue Mpongwè, langue des natifs de Libreville (Sur le plan culturel les Batanga ont beaucoup été influencés par les Mpongwè, les salutations Mbolo pèhè, le mot Anyambè (Dieu) seraient d’origine Mpongwè).
Les Batanga du Nyong, contrairement aux Banôhô et Bapuku, chantaient le « ngoso »et dansaient l’esèwè comme les Bakoko, les Balimba et les Duala. Le « ngoso »étaient chantés accompagné des claquements de morceaux de bois « mbasi » et des gongs « mehenge » au cours des deuils, des cérémonies en l’honneur des génies aquatiques, des courses de pirogue et lors des longs voyages en pirogue (boduhu) surtout nocturnes pour vaincre la peur. Selon l’avis de certaines personnes, le « ngoso » serait d’origine duala car seuls les Duala disent « ngoso » pour dire « perroquet ». De plus les autres ethnies chantent des ngoso en langue duala alors que l’inverse est rare.
Les Banôhô et les Bapuku furent déportés au cours de la Première Guerre mondiale. Les premiers dans la province du sud-ouest (mbonjo, bolifamba, misèlèlè, etc.) et les seconds à Sangmelima. C’est durant ces périodes de souffrance que ces populations découvrirent les plaisirs de la viande canine, des chats et parfois même des souris. Par contre, les Batanga stricto sensu vivant dans un milieu marécageux et difficile d’accès échappèrent à la déportation. Ils furent surpris des innovations culinaires de leurs cousins. Les Banôhô rentrèrent du Sud-Est en mai et se mirent à fêter la « mayi » ( May en anglais) en commémoration de leur retour alors que pour les Bapuku c’était la « februari » ( Februar). La « mayi » et la « februari » sont des occasions au cours desquelles en un jour l’on peut découvrir l’essentiel de la culture batanga.